# Copa Pan-Americana de Voleibol Masculino de 2012
A Copa Pan-Americana de Voleibol Masculino de 2012 foi a 7ª edição do torneio organizado pela Confederação da América do Norte, Central e Caribe de Voleibol (NORCECA) em parceria com a Confederação Sul-Americana de Voleibol (CSV), realizado no período de 19 a 24 de agosto, com as partidas realizadas no Palacio del Voleibol, na cidade de Santo Domingo, na República Dominicana.
A seleção dos Estados Unidos conquistou seu quinto título da competição ao vencer na final a seleção da Argentina. O ponteiro norte-americano Taylor Sander foi eleito o melhor jogador do torneio.

## Seleções participantes
| Grupo          | Equipe               | Última aparição |
| A              |                      |                 |
| -------------- | -------------------- | --------------- |
| A              | Argentina            | 2011            |
| A              | Canadá               | 2011            |
| A              | República Dominicana | 2011            |
| A              | Trinidad e Tobago    | 2008            |
| B              |                      |                 |
| Brasil         | 2011                 |                 |
| Estados Unidos | 2011                 |                 |
| México         | 2008                 |                 |
| Venezuela      | 2011                 |                 |

## Formato da disputa
O torneio foi dividido em duas fases: fase classificatória e fase final.
Após a primeira fase, os primeiros classificados de cada grupo foram diretamente classificados para as semifinais, enquanto o segundo e terceiro classificados de cada grupo foram disputar as quartas de finais: o vencedor nas quartas de final foi para as semifinais, enquanto o perdedor entrou na disputa pelo quinto lugar; os últimos classificados de cada grupo disputaram do 5º ao 8º lugares.
Cada grupo foi jogado com um sistema de todos contra todos e as equipes foram classificadas de acordo com os seguintes critérios:
1. Maior número de partidas ganhas.
2. Maior número de pontos obtidos, que são concedidos da seguinte forma:
  - Partida com resultado final 3-0: 5 pontos para o vencedor e 0 pontos para o perdedor.
  - Partida com resultado final 3-1: 4 pontos para o vencedor e 1 pontos para o perdedor.
  - Partida com resultado final 3-2: 3 pontos para o vencedor e 2 pontos para o perdedor.
3. Proporção entre pontos ganhos e pontos perdidos (razão de pontos).
4. Proporção entre os sets ganhos e os sets perdidos (relação Sets).
5. Se o empate persistir entre duas equipes, a prioridade é dada à equipe que venceu a última partida entre as equipes envolvidas.
6. Se o empate persistir entre três equipes ou mais, uma nova classificação será feita levando-se em conta apenas as partidas entre as equipes envolvidas.

## Fase classificatória
- Todas partidas no horário local (UTC-4).

### Grupo A
|     |                      |     | Jogos | Jogos | Jogos | Resultados | Resultados | Resultados | Resultados | Resultados | Resultados | Sets | Sets | Sets  | Pontos | Pontos | Pontos |
| Pos | Equipe               | Pts | T     | V     | D     | 3–0        | 3–1        | 3–2        | 2–3        | 1–3        | 0–3        | V    | P    | R     | V      | P      | R      |
| --- | -------------------- | --- | ----- | ----- | ----- | ---------- | ---------- | ---------- | ---------- | ---------- | ---------- | ---- | ---- | ----- | ------ | ------ | ------ |
| 1   | Argentina            | 10  | 3     | 3     | 0     | 0          | 1          | 2          | 0          | 0          | 0          | 9    | 5    | 1.800 | 311    | 271    | 1.148  |
| 2   | República Dominicana | 12  | 3     | 2     | 1     | 2          | 0          | 0          | 1          | 0          | 0          | 8    | 3    | 2.667 | 258    | 226    | 1.142  |
| 3   | Canadá               | 7   | 3     | 1     | 2     | 1          | 0          | 0          | 1          | 0          | 1          | 5    | 6    | 0.833 | 238    | 241    | 0.988  |
| 4   | Trinidad e Tobago    | 1   | 3     | 0     | 3     | 0          | 0          | 0          | 0          | 1          | 2          | 1    | 9    | 0.111 | 185    | 254    | 0.728  |

Resultados
| Data   | Hora  |                      | Placar |                   | Set 1 | Set 2 | Set 3 | Set 4 | Set 5 | Total   | Relatório |
| ------ | ----- | -------------------- | ------ | ----------------- | ----- | ----- | ----- | ----- | ----- | ------- | --------- |
| 9 jul  | 13:00 | Argentina            | 3–2    | Canadá            | 25–20 | 17–25 | 23–25 | 25–19 | 16–14 | 106–103 | Relatório |
| 9 jul  | 19:00 | República Dominicana | 3–0    | Trinidad e Tobago | 25–13 | 25–19 | 30–28 |       |       | 80–60   | Relatório |
| 10 jul | 13:00 | Argentina            | 3–1    | Trinidad e Tobago | 25–10 | 25–18 | 24–26 | 25–11 |       | 99–65   | Relatório |
| 10 jul | 19:00 | República Dominicana | 3–0    | Canadá            | 25–23 | 25–20 | 25–17 |       |       | 75–60   | Relatório |
| 11 jul | 15:00 | Canadá               | 3–0    | Trinidad e Tobago | 25–15 | 25–22 | 25–23 |       |       | 75–60   | Relatório |
| 11 jul | 19:00 | República Dominicana | 2–3    | Argentina         | 25–21 | 23–25 | 17–25 | 25–20 | 13–15 | 103–106 | Relatório |

### Grupo B
|     |                |     | Jogos | Jogos | Jogos | Resultados | Resultados | Resultados | Resultados | Resultados | Resultados | Sets | Sets | Sets  | Pontos | Pontos | Pontos |
| Pos | Equipe         | Pts | T     | V     | D     | 3–0        | 3–1        | 3–2        | 2–3        | 1–3        | 0–3        | V    | P    | R     | V      | P      | R      |
| --- | -------------- | --- | ----- | ----- | ----- | ---------- | ---------- | ---------- | ---------- | ---------- | ---------- | ---- | ---- | ----- | ------ | ------ | ------ |
| 1   | Estados Unidos | 14  | 3     | 3     | 0     | 2          | 1          | 0          | 0          | 0          | 0          | 9    | 1    | 9.000 | 247    | 180    | 1.372  |
| 2   | Brasil         | 11  | 3     | 2     | 1     | 2          | 0          | 0          | 0          | 1          | 0          | 7    | 3    | 2.333 | 240    | 194    | 1.237  |
| 3   | México         | 5   | 3     | 1     | 2     | 1          | 0          | 0          | 0          | 0          | 2          | 3    | 6    | 0.500 | 163    | 215    | 0.758  |
| 4   | Venezuela      | 0   | 3     | 0     | 3     | 0          | 0          | 0          | 0          | 0          | 3          | 0    | 9    | 0.000 | 164    | 225    | 0.729  |

Resultados
| Data   | Hora  |                | Placar |                | Set 1 | Set 2 | Set 3 | Set 4 | Set 5 | Total | Relatório |
| ------ | ----- | -------------- | ------ | -------------- | ----- | ----- | ----- | ----- | ----- | ----- | --------- |
| 9 jul  | 15:00 | Brasil         | 3–0    | México         | 25–15 | 25–15 | 25–16 |       |       | 75–46 | Relatório |
| 9 jul  | 17:00 | Estados Unidos | 3–0    | Venezuela      | 25–17 | 25–19 | 25–12 |       |       | 75–48 | Relatório |
| 10 jul | 15:00 | Estados Unidos | 3–0    | México         | 25–8  | 25–16 | 25–18 |       |       | 75–42 | Relatório |
| 10 jul | 17:00 | Brasil         | 3–0    | Venezuela      | 25–20 | 25–15 | 25–16 |       |       | 75–51 | Relatório |
| 11 jul | 13:00 | Venezuela      | 0–3    | México         | 21–25 | 21–25 | 23–25 |       |       | 65–75 | Relatório |
| 11 jul | 17:00 | Brasil         | 1–3    | Estados Unidos | 25–22 | 23–25 | 20–25 | 22–25 |       | 90–97 | Relatório |

## Fase final

### Chaveamento
|  | Quartas de final      | Quartas de final |                      |   | Semifinais | Semifinais     |                |  | Final | Final |
|  |                       |                  |                      |   |            |                |                |  |       |       |
|  |                       |                  |                      |   |            |                |                |  |       |       |
|  |                       |                  |                      |   |            |                |                |  |       |       |
|  |                       |                  |                      |   |            |                |                |  |       |       |
|  |                       |                  |                      |   |            |                |                |  |       |       |
|  |                       |                  |                      |   |            |                |                |  |       |       |
|  | Estados Unidos        | 3                |                      |   |            |                |                |  |       |       |
|  | Estados Unidos        | 3                |                      |   |            |                |                |  |       |       |
|  |                       |                  | República Dominicana | 2 |            |                |                |  |       |       |
|  | República Dominicana} | 3                | República Dominicana | 2 |            |                |                |  |       |       |
|  | República Dominicana} | 3                |                      |   |            |                |                |  |       |       |
|  | México                | 1                |                      |   |            |                |                |  |       |       |
|  | México                | 1                | Estados Unidos       | 3 |            |                |                |  |       |       |
|  |                       |                  | Estados Unidos       | 3 |            |                |                |  |       |       |
|  |                       | Argentina        | 0                    |   |            |                |                |  |       |       |
|  |                       | Argentina        | 0                    |   |            |                |                |  |       |       |
|  |                       |                  |                      |   |            |                |                |  |       |       |
|  |                       |                  |                      |   |            |                |                |  |       |       |
|  | Argentina             | 3                |                      |   |            |                |                |  |       |       |
|  | Argentina             | 3                |                      |   |            |                |                |  |       |       |
|  |                       |                  | Brasil               | 2 |            | Terceiro lugar | Terceiro lugar |  |       |       |
|  | Brasil                | 3                | Brasil               | 2 |            | Terceiro lugar | Terceiro lugar |  |       |       |
|  | Brasil                | 3                |                      |   |            |                |                |  |       |       |
|  | Canadá                | 1                |                      |   |            |                |                |  |       |       |
|  | Canadá                | 1                | República Dominicana | 3 |            |                |                |  |       |       |
|  |                       |                  |                      |   |            |                |                |  |       |       |
|  | Brasil                | 2                |                      |   |            |                |                |  |       |       |
|  | Brasil                | 2                |                      |   |            |                |                |  |       |       |

#### Quartas de finais
| Data   | Hora  |                      | Placar |        | Set 1 | Set 2 | Set 3 | Set 4 | Set 5 | Total  | Relatório |
| ------ | ----- | -------------------- | ------ | ------ | ----- | ----- | ----- | ----- | ----- | ------ | --------- |
| 12 jul | 17:00 | Brasil               | 3–1    | Canadá | 23–25 | 25–16 | 25–18 | 25–13 |       | 98–72  | Relatório |
| 12 jul | 19:00 | República Dominicana | 3–1    | México | 23–25 | 25–19 | 25–21 | 30–28 |       | 103–93 | Relatório |

#### 5º – 8º lugar
| Data   | Hora  |                   | Placar |        | Set 1 | Set 2 | Set 3 | Set 4 | Set 5 | Total | Relatório |
| ------ | ----- | ----------------- | ------ | ------ | ----- | ----- | ----- | ----- | ----- | ----- | --------- |
| 13 jul | 13:00 | Trinidad e Tobago | 0–3    | México | 19–25 | 14–25 | 14–25 |       |       | 47–75 | Relatório |
| 13 jul | 15:00 | Venezuela         | 0–3    | Canadá | 18–25 | 26–28 | 20–25 |       |       | 64–78 | Relatório |

#### Semifinais
| Data   | Hora  |                | Placar |                      | Set 1 | Set 2 | Set 3 | Set 4 | Set 5 | Total   | Relatório |
| ------ | ----- | -------------- | ------ | -------------------- | ----- | ----- | ----- | ----- | ----- | ------- | --------- |
| 13 jul | 17:00 | Argentina      | 3–2    | Brasil               | 25–20 | 25–17 | 25–27 | 18–25 | 15–13 | 108–102 | Relatório |
| 13 jul | 19:00 | Estados Unidos | 3–2    | República Dominicana | 25–21 | 23–25 | 25–22 | 25–27 | 15–12 | 113–107 | Relatório |

#### Sétimo lugar
| Data   | Hora  |                   | Placar |           | Set 1 | Set 2 | Set 3 | Set 4 | Set 5 | Total   | Relatório |
| ------ | ----- | ----------------- | ------ | --------- | ----- | ----- | ----- | ----- | ----- | ------- | --------- |
| 14 jul | 13:00 | Trinidad e Tobago | 2–3    | Venezuela | 25–27 | 25–18 | 20–25 | 27–25 | 13–15 | 110–110 | Relatório |

#### Quinto lugar
| Data   | Hora  |        | Placar |        | Set 1 | Set 2 | Set 3 | Set 4 | Set 5 | Total   | Relatório |
| ------ | ----- | ------ | ------ | ------ | ----- | ----- | ----- | ----- | ----- | ------- | --------- |
| 14 jul | 15:00 | México | 3–2    | Canadá | 25–17 | 22–25 | 25–22 | 18–25 | 15–13 | 105–102 | Relatório |

#### Terceiro lugar
| Data   | Hora  |                      | Placar |        | Set 1 | Set 2 | Set 3 | Set 4 | Set 5 | Total   | Relatório |
| ------ | ----- | -------------------- | ------ | ------ | ----- | ----- | ----- | ----- | ----- | ------- | --------- |
| 14 jul | 17:00 | República Dominicana | 3–2    | Brasil | 28–26 | 25–23 | 21–25 | 24–26 | 15–11 | 113–111 | Relatório |

#### Final
| Data   | Hora  |           | Placar |                | Set 1 | Set 2 | Set 3 | Set 4 | Set 5 | Total | Relatório |
| ------ | ----- | --------- | ------ | -------------- | ----- | ----- | ----- | ----- | ----- | ----- | --------- |
| 14 jul | 20:00 | Argentina | 0–3    | Estados Unidos | 27–29 | 20–25 | 11–25 |       |       | 58–79 | Relatório |

## Classificação final
| Pos | Equipe               |
| --- | -------------------- |
| 1   | Estados Unidos       |
| 2   | Argentina            |
| 3   | República Dominicana |
| 4   | Brasil               |
| 5   | México               |
| 6   | Canadá               |
| 7   | Venezuela            |
| 8   | Trinidad e Tobago    |

## Premiações
| Copa Pan-Americana de 2012         |
| Estados Unidos                     |
| ---------------------------------- |
| Estados Unidos Campeão (5º título) |

### Individuais
Os atletas que se destacaram individualmente foramː
| - Most Valuable Player (MVP) Taylor Sander - Maior pontuador José Miguel Cáceres - Melhor ataque Antonio Ciarelli - Melhor saque Elvis Contreras | - Melhor defesa Dustin Watten - Melhores levantador Pedro Rangel - Melhor recepção Elvis Contreras - Melhor líbero Edwin Peguero |